# Calligonum korlaense
Calligonum korlaense Z.M.Mao – gatunek rośliny z rodziny rdestowatych (Polygonaceae Juss.). Występuje naturalnie w Chinach – w regionie autonomicznym Sinciang. 

## Morfologia
PokrójZrzucający liście krzew dorastający do 0,8 m wysokości.
LiściePrzybierają formę łusek.
KwiatyPojedyncze lub zebrane po 2–3 w pęczki, rozwijają się w kątach pędów. Listki okwiatu mają eliptyczny kształt i czerwoną barwę, mierzy do 2–3 mm długości.
OwoceMają jajowaty kształt, osiągają 16–18 mm długości oraz 14–16 mm szerokości.

## Biologia i ekologia
Rośnie na pustyniach oraz wydmach. Występuje na wysokości około 900 m n.p.m. Kwitnie w maju, natomiast owoce dojrzewają od maja do czerwca.